# Tiết Nhân Quý
Tiết Lễ (薛禮, 613－683), tự Nhân Quý (仁貴), là một danh tướng thời nhà Đường, phục vụ qua 2 triều vua Đường Thái Tông và Đường Cao Tông. Ông được biết đến nhiều bởi hình tượng nhân vật tiêu biểu trong văn hoá phim ảnh và kinh kịch.

## Thân thế
Tiết Nhân Quý là người Giáng Châu, Long Môn (nay thuộc Hà Tân, Sơn Tây), xuất thân trong một gia đình thế tộc ở Hà Đông, thuộc dòng dõi tướng lĩnh thời Bắc Ngụy là Tiết An Đô. Tằng tổ phụ của Tiết Nhân Quý là Tiết Vinh, cũng làm quan thời Bắc Ngụy đến chức Thái thú, Đô đốc, được phong Trừng Thành Huyện công. Tổ phụ là Tiết Diễn, làm Trung đại phu thời Bắc Chu, cha là Tiết Quỹ, làm quan cho nhà Tùy.

## Cuộc đời
Thời trẻ Tiết Nhân Quý sống nghèo khổ, làm nghề nông. Vợ là Liễu thị, dân gian thường gọi là Liễu Kim Huê, Liễu Ngân Hoàn, Liễu Anh Hoàn hoặc Liễu Nghênh Xuân.
Sách Tân Đường thư, mục "Tể tướng thế hệ biểu" chép: "Tiết Nhân Quý tên Lễ, Đại tổng quản đạo Tùng Mạc". Tư Mã Quang trong Tư trị thông giám viết: "Nhân Quý, cháu 6 đời của An Đô, nguyên tên Lễ, người ta quen gọi theo tên tự".
Năm Trinh Quán thứ 19 (645), Đường Thái tông hạ lệnh viễn chinh Cao Câu Ly. Tướng quân Trương Sĩ Quý chiêu mộ binh sĩ, bấy giờ Tiết Nhân Quý mới ứng mộ tòng quân. Tại thành An Thị (nay thuộc Hải Thành, Liêu Ninh), Tiết Nhân Quý có biểu hiện xuất sắc trong chiến đấu, được Đường Thái Tông thăng làm Du Kích Tướng quân, ban cho ngựa hai con, lụa 40 cuộn. Tuy nhiên quân Đường thua Cao Câu Ly trong cuộc chiến đó khi Uyên Cái Tô Văn mang đại quân từ Bình Nhưỡng đến chi viện cho thành An Thị. Tiết Nhân Quý hết lòng phò tá Đường Thái Tông rút lui về nước.
Năm Hiển Khánh thứ 3 (658), Tiết Nhân Quý phò trợ cho Doanh Châu Đô đốc kiêm Đông Di Đô hộ Trình Danh Chấn và Tô Định Phương, tại thành Quý Đoan (nay thuộc lưu vực Hồn Hà, Liêu Ninh), đánh tan quân Cao Câu Ly, giết quân Cao Câu Ly rất nhiều. Sau đó Tiết Nhân Quý dẫn quân Đường quay lại Hắc Sơn đánh bại quân Khiết Đan (đời Khả hãn A Bất Cố). Tiết Nhân Quý được vua Đường Cao Tông phong làm Tả Vũ vệ Tướng quân.
Tù trưởng Hồi Hột là Bà Nhuận, vốn tuân phục nhà Đường vừa chết, cháu là Bì Túc Độc nối ngôi, liên kết với các tộc Đồng La, Bộc Cố xâm phạm vào biên giới nhà Đường. Năm 662 vua Đường Cao Tông sai Trịnh Nhân Thái cùng Lưu Thẩm Lễ, Tiết Nhân Quý, Tiêu Tự Nghiệp thảo phạt Bì Túc Độc. Ban đầu, quân Đường chiến thắng nhiều trận, Tiết Nhân Quý trở nên nổi tiếng với giai thoại "Tam tiễn định Thiên San" nhưng sau đó hết lương, thời tiết xấu khiến quân Đường phải rút về. Vua Đường Cao Tông sai trị tội Trịnh Nhân Thái, rồi bổ Khiết Bật Hà Lực cùng Khước Khác đến thay. Người trong Bộ Lạc sợ thế Khiết Bật Hà Lực, bèn bắt tù trưởng hơn hai trăm người giao nộp. Khiết Bật Hà Lực sai chém tất cả. Chiến sự phía tây tạm yên. Sau đó Tiết Nhân Quý chuyển sang chinh phục bộ tộc Thiết Lặc.
Năm Càn Phong nguyên niên (666), Đường Cao Tông phái Tiết Nhân Quý dẫn quân Đường đánh Cao Câu Ly nhằm báo thù vụ Bàng Đồng Thiện và Cao Khản sang Cao Câu Ly đòi cống nạp nhưng bị quân Cao Câu Ly tập kích. Khi ban sư, Tiết Nhân Quý được Đường Cao Tông phong Hữu Uy vệ Đại tướng quân. 
Năm 667 con trưởng của Đại ma li chi Cao Câu Ly Uyên Cái Tô Văn đã mất là Uyên Nam Sinh quy hàng quân Đường của Tiết Nhân Quý. Vua Đường Cao Tông lại cử Lý Tích và Tiết Nhân Quý ra quân tiếp viện cho chiến trường Cao Câu Ly. Tiết Nhân Quý còn thuyết phục được Khả hãn Khiết Đan là Lý Tận Trung và Tôn Vạn Vinh cùng tham gia với quân Đường chinh phạt Cao Câu Ly với lời hứa sẽ giao Doanh Châu cho người Khiết Đan sau cuộc chiến. Uyên Nam Sinh (bị Đường Cao Tông đổi sang họ Toàn vì húy kỵ Đường Cao Tổ) dẫn quân Đường hạ 40 thành trì của Cao Câu Ly ở biên giới phía đông. Mùa thu cùng năm, Lý Tích vượt sông Liêu, chiếm Tân Thành ở Liêu Đông rồi hạ được 16 thành. Tiết Nhân Quý cùng Bàng Đồng Thiện, Cao Khản đại phá quân Cao Câu Ly của Uyên Nam Kiến, hợp quân với Uyên Nam Sinh (Yeon Namseng). Tuy nhiên, hải quân Đường do Quách Đãi Phong (郭待封) chỉ huy lại gặp khó khăn trong việc cung cấp lương thực, Quách Đãi Phong muốn cầu viện Lý Tích, song sợ rằng nếu tin này đến chỗ quân Cao Câu Ly thì sẽ bị lộ nhược điểm. Quách Đãi Phong quyết định viết một bài thơ ám hiệu và gửi cho Lý Tích. Thoạt đầu, Lý Tích không hiểu rằng đó là ám hiệu, tức giận rằng Quách Đãi Phong lại viết thơ ở tiền tuyến, song quân quản ký Nguyên Vạn Khoảnh (元萬頃) đã có thể giải mã bài thơ, Lý Tích biết được nội dung thỉnh cầu và đã chuyển lương thực cho quân của Quách Đãi Phong. Quân Đường của Lý Tích và quân Khiết Đan của Tiết Nhân Quý, Lý Tận Trung, Tôn Vạn Vinh bỏ qua thành Ansi (thành An Thị, ngôi thành từng đánh lui quân Đường của Đường Thái Tông vào 22 năm trước), nhanh chóng vượt qua tỉnh Liêu Ninh của Cao Câu Ly mà nhắm đến sông Áp Lục. Sau đó, Uyên Nam Kiến bố trí quân Cao Câu Ly phòng thủ theo tuyến sông Áp Lục, quân Đường của Lý Tích không thể vượt sông.
Tháng 5 năm 668, nước Thổ Phiên tiến chiếm 18 châu của nhà Đường. Vua Đường Cao Tông lại cử Tiết Nhân Quý, A Sử Na Đạo Chân, Quách Đãi Phong kháng cự Thổ Phiên. Quân Đường của Tiết Nhân Quý bị quân Thổ Phiên đánh úp, quân Đường đại bại, tử thương vô số. Ba tướng Tiết Nhân Quý, A Sử Na Đạo Chân, Quách Đãi Phong bỏ chạy thoát thân, vua Đường Cao Tông xét lúc trước họ lập nhiều công trạng, miễn tội chết, nhưng trừ danh. Tiết Nhân Quý nhanh chóng được Đường Cao Tông phái sang phía đông tiếp tục hỗ trợ Lý Tích đánh Cao Câu Ly.
Đến mùa thu năm 668, Lý Tích mới đánh bại quân Cao Câu Ly của Uyên Nam Kiến dọc bờ sông Áp Lục và cho quân vượt sông Áp Lục, tiến đến bao vây thành Bình Nhưỡng. Nghe nhà Đường hứa sẽ chia đất Cao Câu Ly sau khi diệt Cao Câu Ly, nước Tân La (đời vua Tân La Văn Vũ vương) phái Kim Yu-shin (金庾信, 김유신) dẫn quân lên bắc phối hợp với quân Đường diệt Cao Câu Ly. Em trai của Uyên Cái Tô Văn là Uyên Tịnh Thổ (Yeon Jeong-to) quy hàng quân Tân La của Kim Yu-shin. Quân Tân La của Kim Yu-shin nhanh chóng đến hội quân với Lý Tích để cùng vây đánh kinh đô Bình Nhưỡng của Cao Câu Ly.
Em của Uyên Nam Kiến là Uyên Nam Sản và một số quan lại của Cao Câu Ly đã đầu hàng quân Đường, song Uyên Nam Kiến và Cao Câu Ly Bảo Tạng Vương vẫn tiếp tục chiến đấu. Một vài ngày sau đó (vào háng 11 năm 668), bộ tướng của Uyên Nam Kiến là hòa thượng Tín Thành (Shin Sung, 信誠) lén mở một cổng thành ra đầu hàng quân Đường. Quân Đường của Lý Tích và Tiết Nhân Quý, quân Tân La của Kim Yu-shin, quân Khiết Đan của Lý Tận Trung và Tôn Vạn Vinh, quân Cao Câu Ly trung thành với Uyên Nam Sinh (Yeon Namseng) tiến vào kinh thành Bình Nhưỡng của Cao Câu Ly. Vua Cao Câu Ly là Bảo Tạng Vương (Bojang Wang) phải đầu hàng và bị quân Đường giải sang nhà Đường. Đại ma li chi Uyên Nam Kiến (Yeon Namgeom) tự sát không thành và bị Uyên Nam Sinh (Yeon Namseng) cứu sống rồi bị giải sang nhà Đường cùng với Uyên Nam Sản (Yeon Namsan), Cao Xá Kê (Go Sagye). Cao Câu Ly bị diệt vong. Vua cũ của Bách Tế là Phù Dư Phong đang ở Cao Câu Ly cũng bị quân Đường bắt, bị giải sang nhà Đường và bị lưu đày đến miền nam nhà Đường. Tiết Nhân Quý được Đường Cao Tông phong làm An Đông đô hộ của An Đông đô hộ phủ (nơi cai trị của An Đông đô hộ phủ là thành Bình Nhưỡng). 
Dù Cao Câu Ly đã bị sụp đổ nhưng trên lãnh thổ Cao Câu Ly vẫn còn 5 thành trì ở bán đảo Liêu Đông chưa chịu khuất phục trước nhà Đường là các thành Ansi (An Thị), Geonan, Yodong (Liêu Đông), Baegam và Sin. Tiết Nhân Quý nhiều lần phái quân Đường tấn công các thành trì còn lại này của Cao Câu Ly.
Khi đó tù trưởng Cao Câu Ly là Kiếm Mưu Sầm khôi phục Cao Câu Ly, lập Cao An Thắng lên làm vua Cao Câu Ly. Vua Đường Cao Tông sai Cao Khản phát binh thảo phạt.
Trong lúc đó, nước Tân La có ý muốn chiếm lại tất cả đất cũ của Cao Câu Ly bị nhà Đường sáp nhập khi trước, bèn gửi quân giúp nghĩa quân Cao Câu Ly của Cao An Thắng (Go Anseung) và Kiếm Mưu Sầm (Geom Mojam) ở Hán Thành (nay là Seoul, Hàn Quốc). Vua Tân La Văn Vũ Vương tổ chức một cuộc tấn công vào các lực lượng nhà Đường đang chiếm đóng lãnh thổ Bách Tế trước đây. Vua Đường Cao Tông gọi Ngụy Triết về Trường An và phong cho Tiết Nhân Quý làm Kiêm giáo An Đông đô hộ năm 669. Vua Đường Cao Tông lệnh cho Tiết Nhân Quý di dời 78.000 dân Cao Câu Ly sang vùng Hoài Giang và Trường Giang của nhà Đường. Những người Cao Câu Ly nghèo và yếu ớt thì được bố trí làm lính gác ở An Đông đô hộ phủ.
Đầu năm 670, Tiết Nhân Quý dẫn quân Đường từ Bình Nhưỡng bắc tiến đến bán đảo Liêu Đông, đánh chiếm 5 thành Ansi (An Thị), Geonan, Yodong (Liêu Đông), Baegam và Sin của tàn dư Cao Câu Ly.
Sau đó vua Đường Cao Tông phong cho Cao Khản làm Liêu Đông Châu hành quân Tổng quản An Đông đô hộ thay cho Tiết Nhân Quý trong năm 670. Cùng năm 670, vua Đường Cao Tông phong Tiết Nhân Quý làm Hành quân Đại tổng quản, dẫn 5 vạn binh mã hộ tống quốc vương Thổ Cốc Hồn đánh quân Thổ Phồn để phục quốc. Trong trận Đại Phi Xuyên, Tiết Nhân Quý giao chiến với 20 vạn quân Thổ Phồn bị đại bại phải lui quân.
Cuộc chiến giữa Tân La và nhà Đường trên bán đảo Triều Tiên xảy ra từ năm 668 đến đầu thập niên 670. Năm 671, Tân La đánh bại quân Đường. Tháng 1 năm 673, An Đông đô hộ là Cao Khản đánh thắng quân Tân La một trận lớn, kìm chân được tham vọng của Tân La. Sau đó, Tiết Nhân Quý được vua Đường Cao Tông phong làm Tổng quản đạo Kê Lâm, hiệp trợ tàn quân Bách Tế, cùng quân Tân La và nghĩa quân Cao Câu Ly tác chiến. Cùng năm 673 nước Tân La phái quân hỗ trợ Cao An Thắng và Kiếm Mưu Sầm giữ Hán Thành (nay là Seoul), củng cố cho nước Cao Câu Ly mới. Tiết Nhân Quý nhiều lần phái quân Đường tấn công Hán Thành nhưng đều bị thất bại. 
Đầu năm 674, nghĩa quân Cao Câu Ly và Tân La hợp sức đánh bại quân Đường ở núi Baekbing. Nhà Đường và đồng minh cũ là Tân La giao chiến liên miên, Tân La Văn Vũ Vương đã chiếm được phần lớn lãnh thổ Bách Tế và Cao Câu Ly cũ từ tay Đường và thúc đẩy kháng chiến chống lại triều đình nhà Đường ở Trung Hoa. Thấy vua Tân La Văn Vũ Vương đang giúp nghĩa quân Cao Câu Ly của Cao Câu Ly vương Cao An Thắng và Kiếm Mưu Sầm, hoàng đế Đường Cao Tông trong cơn giận dữ đã phong em trai của vua Tân La Văn Vũ Vương là Kim Nhân Vấn (Kim Inmun) làm vua Tân La và cử Lưu Nhân Quỹ, Lý Bật và Lý Cẩn cùng một đội quân đưa Kim Nhân Vấn đi tấn công Tân La. Quân Đường đánh bại Tân La ở đất Bách Tế khiến Tân La phải cầu hòa với nhà Đường. Tân La liền móc nối Cao An Thắng giết Kiếm Mưu Sầm, rồi Cao An Thắng bỏ nghĩa quân Cao Câu Ly quy hàng Tân La. 
Năm 675, Lý Cẩn Hành (李謹行) đã dẫn quân Đường đánh đến lãnh thổ Tân La (đời vua Tân La Văn Vũ Vương) cùng với quân Mạt Hạt (lực lượng quy phụ nhà Đường, tổ tiên của người Nữ Chân). Tuy nhiên, quân Đường đã bị quân Tân La đánh bại trong trận thành Mãi Tiếu (Maeso), tuy nhiên các nguồn từ nhà Đường cho rằng phần thắng nghiêng về phía họ trong trận này cũng như trong các trận chiến khác với quân Tân La.
Do An Đông đô hộ phủ của Tiết Nhân Quý liên tục bị nghĩa quân Cao Câu Ly tấn công, vua Đường Cao Tông dời An Đông đô hộ phủ từ Bình Nhưỡng sang Liêu Thành (này là Liêu Ninh, Trung Quốc) thuộc Liêu Đông năm 676, nước Tân La liền xua quân đánh chiếm gần hết bán đảo Triều Tiên từ quân Đường. 
Năm 677 vua Đường Cao Tông phong Bảo Tạng Vương, vua cũ của Cao Câu Ly, làm Triều Tiên vương và đô đốc Liêu Đông châu (Hangul: 요동주도독 조선왕 Hanja:遼東州都督朝鮮王, Hán Việt: Liêu Đông châu đô đốc Triều Tiên Vương) của An Đông đô hộ phủ, rồi đưa ông ta đến An Đông đô hộ phủ ở Liêu Đông nhằm lợi dụng ông ta trấn an các thế lực phản loạn ở Cao Câu Ly. Còn Tiết Nhân Quý thì bị vua Đường Cao Tông biếm làm Thứ sử Tượng Châu. Sau đó vua Đường Cao Tông lại đổi phủ đô hộ An Đông từ Liêu Thành về Tân Thành (nay là Phú Thuận, Liêu Ninh, Trung Quốc).
Bảo Tạng Vương khi sang An Đông đô hộ phủ ở Liêu Đông thì lại có ý khôi phục quốc gia Cao Câu Ly, đã tập hợp nhiều quân sĩ và khí giới, thành lập hội Đông Minh Thiên Khí Cái Thế (東明天氣盖世) và liên minh với các bộ tộc Mạt Hạt (tổ tiên của người Nữ Chân) do Khất Tứ Bỉ Vũ (Gulsabiwu) cầm đầu tiến hành ám sát các quan lại nhà Đường ở An Đông đô hộ phủ.
Năm Khai Diệu nguyên niên (681), Tiết Nhân Quý xuất nhậm làm Trưởng sử Qua Châu. Không lâu sau, Tiết Nhân Quý thụ chức Hữu Lĩnh quân vệ Tướng quân, kiểm giáo Đại Châu Đô đốc. Cùng năm 681, Tiết Nhân Quý phát hiện Bảo Tạng Vương là thủ lĩnh của hội Đông Minh Thiên Khí Cái Thế (hội chuyên đi ám sát các quan lại nhà Đường ở An Đông đô hộ phủ) thì đập tan hành động khôi phục Cao Câu Ly của quân Đông Minh Thiên do Bảo Tạng Vương ở Liêu Đông chỉ huy, áp giải Bảo Tạng Vương sang Trường An nhà Đường lần 2 năm 681. Cuối năm 681, dư đảng Đột Quyết là A Sử Na Cốt Đốc Lộc cùng em là A Sử Na Mặc Xuyết, A Sử Đức Nguyên Trân thống nhất các bộ lạc Đột Quyết, lập ra Hãn quốc Hậu Đột Quyết. 
Cuối năm Vĩnh Thuần nguyên niên (682) Hãn quốc Hậu Đột Quyết của A Sử Na Cốt Đốc Lộc và A Sử Na Mặc Xuyết nổi dậy chống lại nhà Đường, đánh chiếm An Bắc đô hộ phủ của nhà Đường. A Sử Na Cốt Đốc Lộc tự xưng là Hiệt Điệt Lợi Thi Khả hãn. Vua Đường Cao Tông sai Tiết Nhân Quý 69 tuổi đem quân thảo phạt. Tiết Nhân Quý đem quân đại phá được quân Đột Quyết, bắt được hơn 200.000 người.
Năm Vĩnh Thuần thứ 2 (683), Tiết Nhân Quý 70 tuổi lại chỉ huy quân Đường đánh bại quân đội Hãn quốc Hậu Đột Quyết do Hiệt Điệt Lợi Thi Khả hãn A Sử Na Cốt Đổc Lộc (阿史那骨篤祿) chỉ huy đang xâm lấn biên giới phía bắc nhà Đường. Cùng năm đó ông lâm bệnh qua đời, thọ 70 tuổi, được vua Đường Cao Tông truy tặng chức "Tả Kiêu vệ Đại tướng quân U Châu Đô đốc". Nghe tin Tiết Nhân Quý qua đời, liên tục trong năm 683, quân Đột Quyết nhiều lần đánh phá biên cương nhà Đường
Con trưởng Tiết Nhân Quý là Tiết Nột, tự Thận Ngôn, nối nghiệp cha làm đại tướng nhà Đường, thời Đường Huyền Tông từng đại phá Đột Quyết, được nối tước cha làm Bình Dương Quận công. Sách Tân Đường thư chép: tính trầm dũng khiêm tốn, giỏi dùng binh, gặp đại địch càng mạnh mẽ. Cháu nội của ông là Tiết Sở Ngọc và cháu chắt của ông là Tiết Tung đều là danh tướng thuộc thời kỳ sau của nhà Đường.

## Hình tượng trong tiểu thuyết dân gian và trong văn hóa đại chúng
Tiết Nhân Quý được lưu truyền trong nhiều giai thoại dân gian, được biết nhiều qua tạp kịch "Tiết Nhân Quý áo gấm về quê", hay tiểu thuyết Tiết Nhân Quý chinh Đông, Đường Tiết gia phủ truyện. Hình tượng Tiết Nhân Quý mặc bạch giáp tay cầm thiên hỏa kích và cưỡi ngựa trắng là hình tượng theo Tiết Nhân Quý và người đời theo suốt cuộc đời viễn chinh giúp triều Đường đi đến thái bình trong nhiều thập kỉ.
Do Tiết Nhân Quý từng làm An Đông đô hộ ở An Đông đô hộ phủ, di dời 78.000 dân Cao Câu Ly sang nhà Đường và đập tan kế hoạch khôi phục Cao Câu Ly của Bảo Tạng Vương vào năm 681 nên hình ảnh của ông trong mắt người Triều Tiên và Hàn Quốc không được tích cực. Trong khá nhiều sử sách của Triều Tiên và Hàn Quốc cùng với nhiều bộ phim truyền hình của Hàn Quốc đều miêu tả Tiết Nhân Quý là một vị tướng tàn bạo, thất tín, bội nghĩa, háo sắc, tham lam, thuộc về phía gian tà.
Con trai Tiết Nột chính là nguyên mẫu của nhân vật Tiết Đinh San trong Tùy Đường diễn nghĩa và Tiết Đinh San chinh Tây.